# 清室優待條件
《關於大清皇帝辭位之後優待之條件》，簡稱《清室優待條件》，亦稱《優待清室條件》，是1911年辛亥革命後，滿清政府與中華民國臨時政府擬定的關於清朝皇帝及清室《退位》後的相關保護措施之協議文件。雙方談判的成功，使得清朝的國家繼承順利交接給了新成立的中華民國。

## 簡介
1911年10月11日，革命黨發動武昌起義；12日革命軍控制了武漢三鎮（武昌、漢陽、漢口）。:404, 40610月30日清廷任袁世凱為欽差大臣，督軍镇压革命軍。:433北洋軍11月1日攻克漢口，同日11月27日攻克漢陽。:434, 446湖北軍政府都督黎元洪在武昌提出停戰並要求在上海举行和谈。:44612月18日南北雙方開始談判，:450至12月20日雙方在秘密談判同意成立共和政體、推翻清政府、優待清室:451-452。
1912年1月16日，袁世凱上奏清廷，主張清帝退位。:4821月19日清隆裕太后舉行御前會議，與會的恭親王溥偉、輔國公載澤等反對接受共和政體，主張繼續與革命軍作戰。:4831月20日南方代表伍廷芳將優待條件電告袁世凱內閣。:4881月26日段祺瑞率北洋軍將領五十餘人聯名致電清政府要求退位；30日御前會議上已無人反對共和。:4842月6日南京临时参议院通過了優待條件最終修正案；12日隆裕太后代宣統帝頒布退位詔書，宣佈接受優待條件。:488
1924年10月23日，馮玉祥發動北京政變。:97在北京政變到11月24日臨時執政政府成立之間，馮玉祥將清遜帝溥儀逐出故宮，以《修正清室優待條件》取代原優待條件。:98

## 內容
1912年2月12日宣佈的《清室優待條件》内容如下：

### 大清皇帝辭位之後優待之條件
今因大清皇帝宣布贊成「共和國體」，中華民國於大清皇帝辭位之後，優待條件如下：
1. 大清皇帝辭位之後，「尊號仍存不廢」。中華民國以「待各外國君主之禮」相待。
2. 大清皇帝辭位之後，歲用四百萬兩 ，俟改鑄新幣後，改為四百萬元，此款由中華民國撥用。
3. 大清皇帝辭位之後，「暫居宮禁」，日後移居頤和園，侍衛人等，照常留用。
4. 大清皇帝辭位之後，其宗廟、陵寢，永遠奉祀，由中華民國酌設衛兵，妥慎保護。
5. 德宗陵寢未完工程，如制妥修，其奉安典禮，仍如舊制。所有實用經費，並由中華民國支出。
6. 以前宮內所用各項執事人員，可照常留用，惟以後不得再招閹人。
7. 大清皇帝辭位之後，其「原有之私產，由中華民國特別保護」。
8. 原有之禁衛軍，歸中華民國陸軍部編制，額數俸餉，仍如其舊。

### 清皇族待遇之條件
1. 清王公世爵稱號不變。
2. 清皇族對於中華民國國家之公權及私權，與國民同等。
3. 清皇族私產，一體保護。
4. 清皇族免服兵役之義務。

### 滿、蒙、回、藏各族待遇之條件
1. 與漢人平等。
2. 保護其私有財產。
3. 「王公世爵，概仍其舊」。
4. 王公中有生計過艱者，設法代籌生計。
5. 先籌八旗生計，於未籌定之前，「八旗兵弁俸餉」仍舊支放。
6. 從前營業居住等限制，一律蠲除，各州縣聽其自由入籍。
7. 滿、蒙、回、藏原有之宗教，聽其自由信仰。

### 善後辦法
1914年12月，因勞乃宣、宋育仁有清帝復辟言論，造成一場政治小風波，北京政府便與清皇室商訂善後辦法七條：
一、清皇室應尊重中華民國，一切行爲與現行法抵觸者，概行廢止

二、清皇室應改行陽曆

三、清帝賞賜，以物品爲限，賜諡矜䘏，一律廢止

四、清室陵寢、宗廟，歸民國內務部主管

五、內務府作爲清皇室事務總機關，其組織另行訂定

六、廢慎刑司

七、清室用員，應用民國服制，惟內廷禮節聽便，幷准自由剪髮

## 《修正清室優待條件》
1924年11月5日馮玉祥發動甲子政变，將宣統帝逐出紫禁城時，以民國政府的名義、以宣統帝自願的理由發佈了《修正清室優待條件》，實際將原《清室優待條件》中保留“小朝廷”的條件廢除。修正條文包括：
- 第一條、大清宣統帝從即日起永遠廢除皇帝尊號，與中華民國國民在法律上享有同等一切之權利；
- 第二條、自本條件修正後，民國政府每年補助清室家用五十萬元，並特支出二百萬元開辦北京貧民工廠，儘先收容旗籍貧民；
- 第三條、清室應按照原優待條件第三條，即日移出宮禁，以後得自由選擇住居，但民國政府仍負保護責任；
- 第四條、清室之宗廟陵寢永遠奉祀，由民國酌設衞兵妥為保護；
- 第五條、清室私產歸清室完全享有，民國政府當為特別保護，其一切公產應歸民國政府所有。

## 参見
- 二王三恪